# Crocosmia masoniorum
Crocosmia masoniorum es una especie fanerógama del género Crocosmia, perteneciente a la familia Iridaceae.  

## Descripción
Es una especie originaria de la Provincia Oriental del Cabo de Sudáfrica que tiene hojas plisadas y flores de color rojo anaranjado. Necesita riego regular, mientras que se encuentra en crecimiento  de floración desde la primavera hasta el verano de floración.

## Distribución y hábitat
Es suna planta herbácea perennifolia, geofita que alcanza un tamaño de  0.5 - 0.8 m de altura a una altitud de 1000 - 1615 metros en Sudáfrica.

## Taxonomía
Crocosmia masoniorum fue descrita por (L.Bolus) N.E.Br.  y publicado en Transactions of the Royal Society of South Africa 20: 264. 1932.
Etimología
Crocosmia: nombre genérico que deriva de las palabras griegas: "krokos" que quiere decir azafrán, y "osme", que significa "oler". El por qué del nombre se explica cuando se sumergen en agua caliente hojas secas de esta planta, ya que estas emiten un fuerte olor similar al del azafrán. 
masoniorum: epíteto
Sinonimia
- Tritonia masoniorum L.Bolus	[4][5]